# Zoran Varvodić
Zoran Varvodić (Spalato, 26 dicembre 1963) è un ex calciatore croato, di ruolo portiere.
È il padre di Miro Varvodić.

## Carriera
In patria è famoso con il soprannome "Rambo" che si guadagnò durante la finale della Coppa di Jugoslavia 1986-1987 vinta dall'Hajduk Spalato.
L'allora allenatore della squadra spalatina Josip Skoblar, sul punteggio di 1-1 contro il Rijeka, sostituì al 119' il portiere Mladen Pralija con il subentrato Varvodić. Con tre storici rigori parati da Varvodić allo Stadio JNA la squadra spalatina ottenne la tanto agognata vittoria del trofeo per un punteggio dagli undici metri di 9-8.

## Palmarès
- Coppa di Jugoslavia: 1

Hajduk Spalato: 1986-1987